# ケッペル・コーポレーション
ケッペル・コーポレーション（Keppel Corporation）は、ハーバーフロントのKeppel Bay Towerに本社を置く、シンガポールのコングロマリット。海洋部門、インフラ、資産運用に特化したいくつかの部門からなる。
海洋部門の拠点となるジュロンに事業を移転する前の1968年に、Tanjong Pagarのケッペル港に会社が設立された。主な子会社に、ケッペル・オフショア＆マリン（世界最大の石油掘削装置の生産者）やKeppel Land（世界第2位の持続可能な多角化された不動産事業）がある。